# Berthold Rembolt
Berthold Rembolt (v. 1460 - 1518) est un imprimeur français.

## Carrière
Après des études en Allemagne et à Paris, il obtient le grade de maître des arts. Ainsi formé aux humanités, il se lance dans une carrière de libraire, s'associant, en 1494, avec l'imprimeur Ulrich Gering, rue de la Sorbonne, à l'enseigne du Soleil d'Or - le plus ancien atelier français.
D'abord tenté par l'édition d'ouvrages liturgiques, l'entreprise se spécialise rapidement dans le livre juridique. 
Vers 1507, lorsqu'Ulrich Gering envisage de prendre sa retraite, il épouse Charlotte Guillard, et transporte son atelier rue Saint-Jacques, dans une maison nouvellement construite, sur laquelle il appose l'enseigne du Soleil d'Or. 
Les bibliographes lui attribuent environ 190 éditions. Parmi ses collaborateurs figurent des humanistes comme Geoffroy Tory ou Jean Chappuys.

## Fin de vie
Il meurt à la fin de l'année 1518. Après sa mort, Charlotte Guillard épousera le libraire Claude Chevallon (†1537) et continuera à exercer au Soleil d'Or jusqu'en 1557. 